# Хеннинг-Енсен, Астрид
А́стрид Хе́ннинг Е́нсен (дат. Astrid Henning-Jensen, урождённая Астрид Смаль дат. Astrid Smahl; 10 декабря 1914, Фредериксберг — 5 января 2002, Копенгаген) — датский кинорежиссёр и сценарист.

## Биография
В кино пришла из театра вместе с мужем Бьярне Хеннинг-Енсеном. С 1942 года работали вместе. В годы оккупации они помогали борцам Сопротивления, и им пришлось бежать от гестапо в Швецию. Астрид была ассистентом режиссёра, сценаристом, актрисой, продюсером и монтажёром. В 1967 году датские документалисты сняли о ней короткометражный фильм.

## Избранная фильмография
- 1944 — Датские полицейские в Швеции / De danske sydhavsøer (к/м)
- 1946 — Дитте — дитя человеческое / Ditte menneskebarn (совм. с мужем Бьярне Хеннинг-Енсеном)
- 1947 — Эта проклятая детвора / De pokkers unger
- 1948 — Кристинус Бергман / Kristinus Bergman
- 1949 — Палле один на свете / Palle alene i verden
- 1950 — Мальчишки с западного побережья / Vesterhavsdrenge
- 1953 — / Solstik
- 1954 — Дети балета / Ballettens børn (к/м, д/ф)
- 1959 — Пау / Paw
- 1961 — Один из многих / Een blandt mange
- 1966 — Неверность / Utro
- 1969 — Я и ты / Mig og dig
- 1978 — Зимние дети / Vinterbørn
- 1980 — / Øjeblikket
- 1985 — / Hodja fra Pjort
- 1986 — Улица моего детства / Barndommens gade
- 1996 — Белла, моя Белла / Bella, min Bella

## Награды
- 1949 — Приз Каннского кинофестиваля за лучший короткометражный фильм («Палле один на свете»)
- 1979 — «Серебряный медведь» («Зимние дети»)